# Sclerotinia sclerotiorum
Sclerotinia sclerotiorum és una espècie de fong ascomicot de l'ordre dels helotials (Helotiales). És un fitopatogen que causa l'anomenada podridura blanca a moltes plantes cultivades i té una importància comercial especialment sobre la colza. També es coneix amb el nom de podridura cotonosa i altres noms. Produeix esclerocis i creixement de micelis blancs sobre les plantes hoste. Aquest fong es presenta en molts continents.

## Cicle vital
El cicle vital del fong Sclerotinia sclerotiorum es pot descriure com monocíclic, ja que no es produeixen inòculs secundaris. Al final de l'estiu i principi de la tardor produeix esclerocis sobre o dins dels teixits vegetals. La primavera següent els esclerocis dorments germinaran per a produir cossos fructífers anomenats apotecis, en forma de copa amb uns 5-15mm de diàmetre (com un petit bolet). Dins els ascs hi ha les ascòspores quan aquestes s'alliberen el vent les transporta a un hoste adequat. Les ascòspores germinaran dins l'hoste i començaran a envair els teixits amb els micelis causant la infecció.

## Fitopatologia
La podridura blanca infecta unes 408 espècies de plantes. És una malaltia molt greu, es pot estendre ràpidament en el camp de planta a planta i també es pot estendre en l'emmagatzematge. Les plantes més sovint afectades són la soia, la mongeta tendra, els gira-sols, la colza i els cacauets.
El fong Sclerotinia sclerotioum prolifera en els ambients humits. Pot envair tota la planta amb el seu miceli. Les temperatures òptimes van de 15 a 21 °C. Com molts fongs, S. sclerotiorum prefereix les condicions fosques i ombrívoles al contrari de l'exposició directa al sol.
Els hostes comuns de la podridura blanca són plantes herbàcies, plantes suculentes i particularment flors i hortalisses. Pot afectar els seus hostes en qualsevol estadi del seu creixement. Un dels primers símptomes és l'aparició d'una zona blanca i tova de creixement del miceli, normalment això va precedit per lesions de color marró pàl·lid a la tija. Aleshores el miceli cobreix aquesta zona necròtica. Una vegada que el xilema es veu afectat apareixen altres símptomes que poden incloure la clorosi, el marciment, la caiguda de les fulles i la mort ràpida de la planta. Sobre els fruits les lesions inicials ocorren en els teixits que estan en contacte amb el sòl. Després el miceli blanc cobreix el fruit i aquest es podreix, això pot ocórrer ja en el camp o en l'emmagatzematge.
El control de la podridura blanca depèn en gran manera de les pràctiques de cultiu específiques i l'aplicació de fungicides. Els cultius susceptibles s'han de plantar en sòls ben drenats i també una bona distància entre les plantes permet mantenir una bona circulació de l'aire i crea microclimes menys favorables a la infecció. La màxima efectivitat dels fungicides és quan s'apliquen en els períodes de floració i senescència. La rotació de conreus amb cereals pot reduir la quantitat d'inòculs.